# Марокко на зимних Олимпийских играх 2010
Марокко участвовало в зимних Олимпийских играх 2010 в пятый раз в своей истории после 18-летнего перерыва. Страну представлял один горнолыжник Самир Аззимани. Аззимани вырос во Франции, где и начал заниматься лыжными видами спорта. Ванкуверская Олимпиада стала для него первой в карьере. Второй раз он отберется на Игры восемь лет спустя и будет состязаться уже не в горнолыжном спорте, а в лыжных гонках.

## Результаты соревнований

### Горнолыжный спорт
Мужчины
| Соревнование      | Спортсмены     | 1 спуск | 2 спуск | Всего   | Место |
| ----------------- | -------------- | ------- | ------- | ------- | ----- |
| Гигантский слалом | Самир Аззимани | 1:32,02 | 1:34,61 | 3:06,63 | 74    |
| Слалом            | Самир Аззимани | 1:00,43 | 1:02,00 | 2:02,43 | 44    |